# 亚西努瓦塔市镇
亚西努瓦塔市级市镇（烏克蘭語：Ясинуватська міська громада）是乌克兰顿涅茨克州顿涅茨克区的市镇，行政中心为亚西努瓦塔。

## 居民点
该市镇包括一个城市（亚西努瓦塔）、3个镇和3个村庄（斯巴達克）。